# 明華燮
明 華燮（ミョン・ファソプ、朝鮮語: 명화섭、1923年1月21日 - 2012年11月4日）は、韓国の政治家。第12代国会議員。号は義巌。本貫は延安明氏（西蜀明氏）。

## 経歴
日本統治時代の忠清南道瑞山郡出身。東国大学行政大学院卒業。
政界では第3代忠清南道議会議員、仁川市中区・南区選出の新韓民主党所属の第12代国会議員を務めたほか、新民党野党性回復闘争委員会共同議長、民主化推進協議会副幹事長・運営委員、国会商工委員会幹事交代議員、民主山岳会副会長、統一民主党事務次長、民主党全党大会議長・政務委員を歴任した。全斗煥政権初期の政治浄化法第3次解禁対象者であった。
2012年11月4日に老衰により死去。享年89。